# Ho Fook
Ho Fook, per esteso Ho Chak-sang (何福S, Hé FúP; Hong Kong, 30 novembre 1863 – Hong Kong, 29 agosto 1926), è stato un imprenditore e filantropo cinese.
Era fratello dell'imprenditore e filantropo Robert Hotung. Fu prozio dell'artista marziale ed attore cinematografico Bruce Lee e nonno dell'imprenditore Stanley Ho.

## Biografia

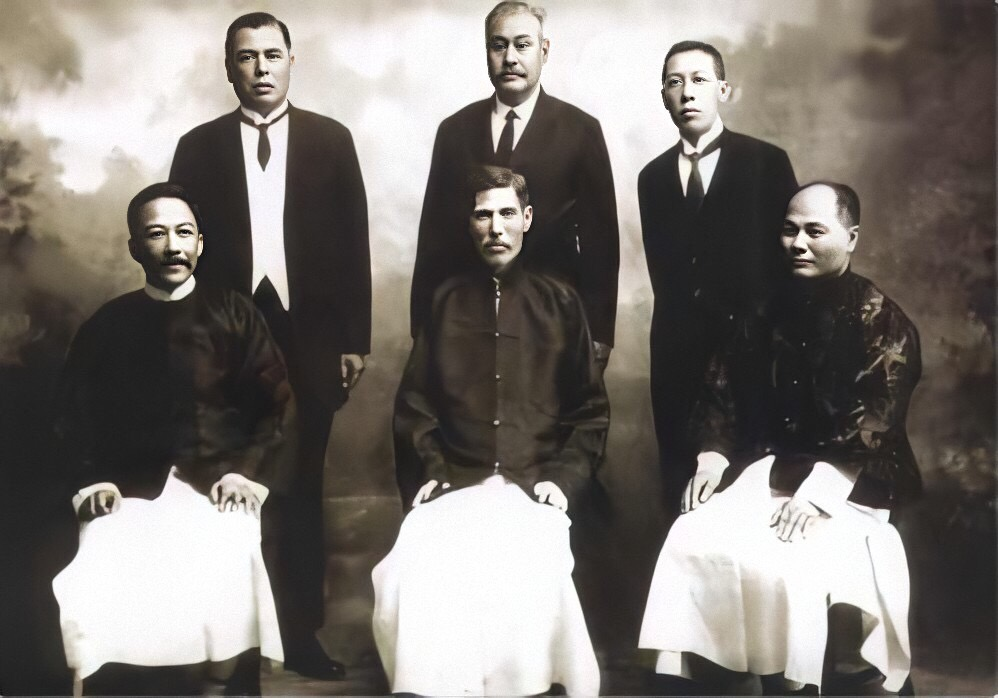
Ho Fook (a sinistra, in piedi) con suo fratello Robert Hotung (seduto, in mezzo).

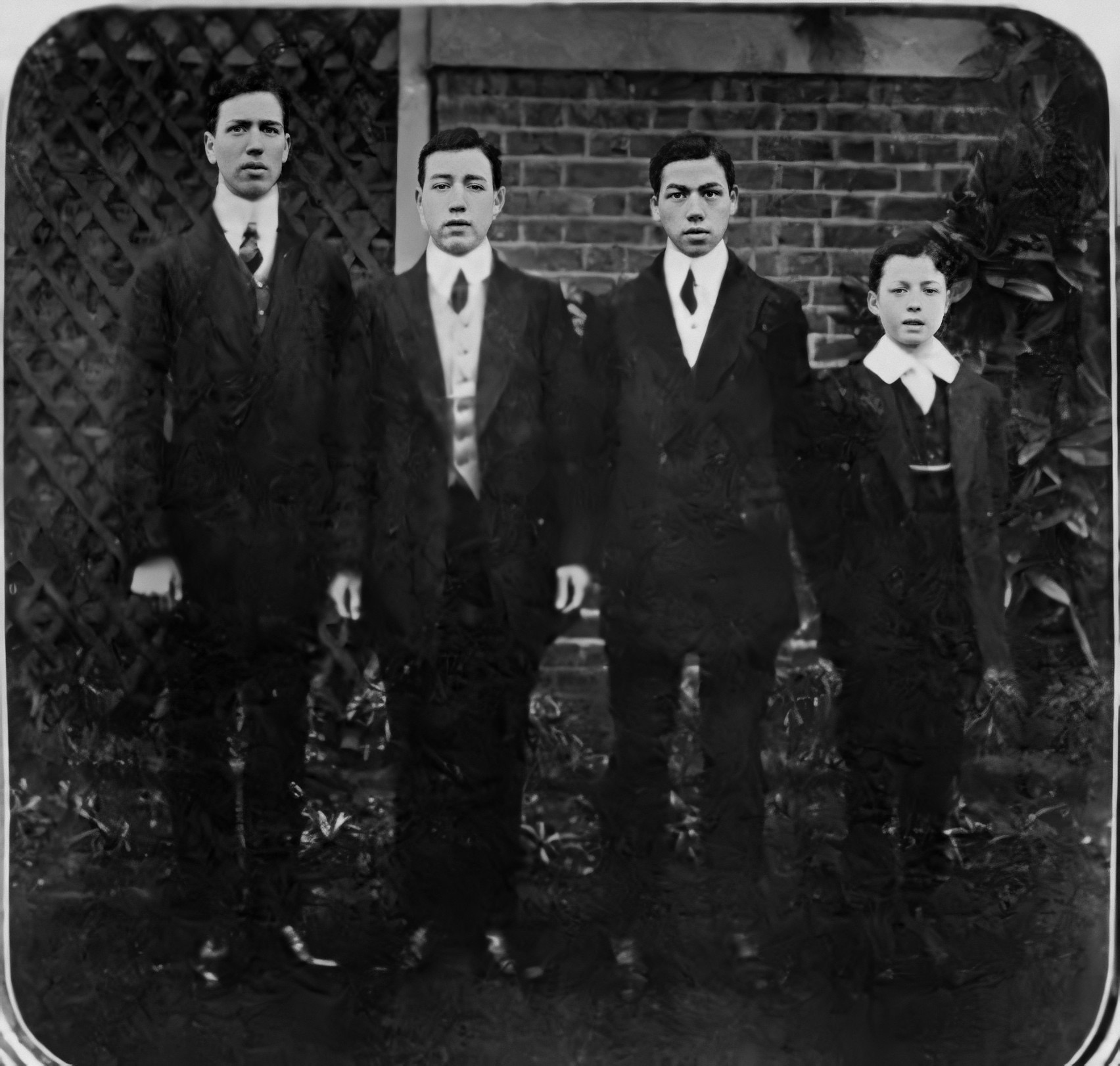
I figlio di Ho Fook.

Ho Fook era un eurasiatico. Suo padre, Charles Henry Maurice Bosman (1839–1892), era un ebreo olandese, mentre sua madre era Sze Tai (施娣), una donna di Bao'an (attuale Shenzhen), abitante presso l'attuale D'Aguilar Street. Suo padre svolgeva la professione di mercante ed aveva una propria compagnia commerciale, la Bosman & Co., ed era co-proprietario dell'Hongkong Hotel che aprì i battenti nel 1868, nonché direttore della Hong Kong and Whampoa Dock Company, fondata nel 1863 dall'imprenditore scozzese Thomas Sutherland. Dal 1869, Charles Bosman divenne anche console olandese, giungendo infine a creare una propria compagnia assicurativa marittima con importanti clienti come la Jardine, Matheson & Co.
Come il fratello Robert, studiò alla Government Central School (poi Queen's College) di Hong Kong e dopo il diploma entrò iniziò a lavorare per una compagnia di navigazione a Haiphong come impiegato e poi come traduttore per il dipartimento del registro generale. Iniziò a collaborare con lo studio legale Denneys & Mossop nel 1882 come interprete e vi lavorò per i successivi tre anni.
Nel 1891, venne nominato assistente comprador presso la Jardine, Matheson & Co. sottoposto a suo fratello maggiore Robert che aveva il ruolo di capo comprador. Succedette a suo fratello come capo comprador nel 1900 ed il suo fratellastro minore, Ho Kom-tong, divenne suo assistente. Suo figlio, Ho Leung, succedette poi a suo padre e divenne capo comprador della Jardine, Matheson & Co. dopo il pensionamento di questi.
Ebbe diversi incarichi pubblici e fu uno degli uomini di punta della comunità cinese di Hong Kong. Nominato giudice di pace nel 1892, nel 1917 entrò nel consiglio legislativo di Hong Kong come rappresentante della comunità cinese dopo il ritiro di Wei Yuk e qui prestò servizio sino al 1921. Nel 1926, venne nominato membro della consulta di governo per il commercio.
Fu membro della commissione permanente per i cimiteri cinesi, per i dispensari pubblici e consigliere del Tung Wah Hospital e del Po Leung Kuk, le principali organizzazioni caritatevoli nella colonia. Fu inoltre direttore del giornale locale, Hongkong Telegraph. Con Lau Chu-pak, fondò la Camera di Commercio generale cinese nel 1900.
Fu vicepresidente della Ellis Kadoorie Chinese School Society e membro dell'Università di Hong Kong. Le sue donazioni all'Università di Hong Kong portarono all'istituzione della Scuola di Fisiologia.
Ebbe la recidiva di una malattia contratta in precedenza il 29 agosto 1926 e morì nel pomeriggio di quello stesso giorno.

## Matrimonio e figli
Ho Fook sposò Lucy Rothwell dalla quale ebbe tredici figli, di cui cinque gli sopravvissero. Tutti vennero educati in Inghilterra e tre di loro lavorarono come compradores per diverse compagnie estere (Ho Leung per Jardine, Matheson & Co., Ho Iu per la Mercantile Bank of India, London and China e Ho Ki per E. D. Sassoon. Ho Wing, altro figlio di Ho Fook, venne adottato da Robert Hotung e fu comprador per la Hongkong and Shanghai Banking Corporation. Ho Fook ebbe anche cinque figlie. Uno dei nipoti di Ho Fook, Stanley Ho, è uno dei principali magnati dei casinò di Hong Kong.
Ho Fook visse al n.10 di Caine Road (oggi sito della Caritas diocesana di Hong Kong).